# Popielewko

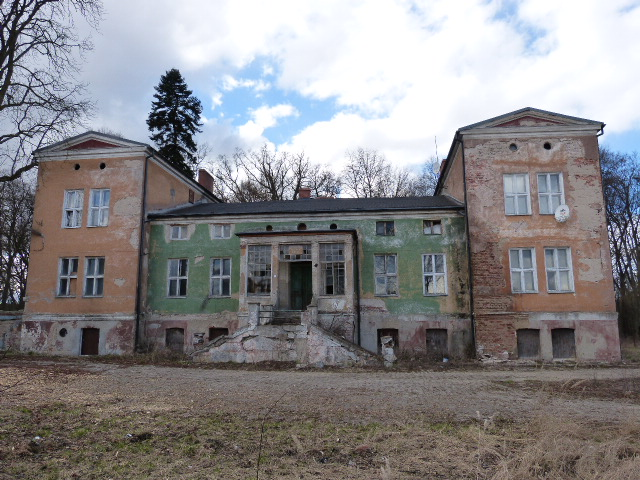
Popielewko, ehemaliges Herrenhaus

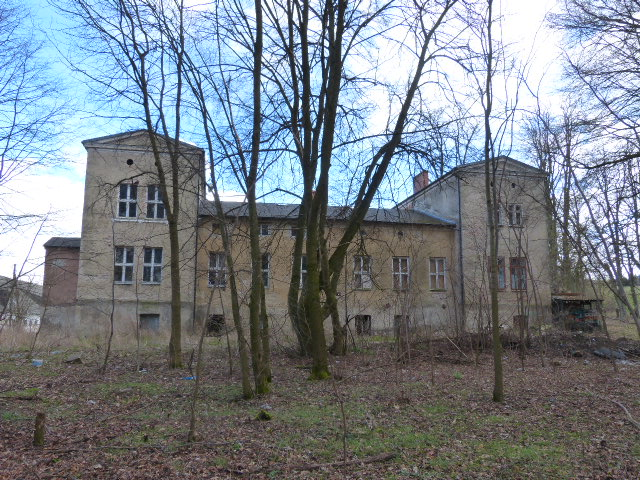
Ehemaliges Herrenhaus, Lage innerhalb des Landschaftsparks

Popielewko (deutsch Klein Poplow) ist eine Ortschaft in der polnischen Woiwodschaft Westpommern, die zur Landgemeinde (gmina wiejska) Połczyn-Zdrój (Bad Polzin) im Powiat Świdwiński gehört.
Popielewko liegt fünf Kilometer östlich von Połczyn-Zdrój an einer Nebenstraßenverbindung nach Czaplinek (Tempelburg). Schon immer hat Klein Poplow wesensmäßig zu (Groß-)Poplow gehört, das mit dem heutigen Namen Popielewo ein Ortsteil der Gemeinde Połczyn-Zdrój ist. Der Ort war 1784 Teil von Ländereien in Ogartowo, Teile des Dorfs waren im Besitz der Familie von Manteuffel.
Der ehemalige Gutshof wurde im 18. Jahrhundert angelegt und war bis zum 19. Jahrhundert im Familienbesitz der Manteuffel. 1628 war Gerd von Manteuffel aus Popielówko Dorfbesitzer. Sehenswert ist der Landschaftspark, welcher im 19. Jahrhundert angelegt wurde.